# Kacanovský potok
Kacanovský potok je potok v okrese Semily v Libereckém kraji, pravostranný přítok říčky Žehrovky. Délka jeho toku činí zhruba 4,1 km. Plocha jeho povodí měří 12,1 km².

## Průběh toku
Celý tok leží v chráněné krajinné oblasti Český ráj a téměř celý teče v říčním údolí. Pramení severně od Kacanov. Do prameniště může posilovat i nestálý odtok z výše na východ ležících tůní zvaných Jezírka u Kacanov. Od oficiálního pramene teče potok nejprve (chvílemi v podzemí) jižním směrem kolem několika osad. U hotelu Králíček přijímá zprava přítok, jenž se někdy mylně vydává za pramenné rameno Kacanovského potoka. V Kacanovech přijímá zleva přítok, který předtím ve dvou větvích odvodňuje Ztracené a Hadí údolí. Za Kacanovami se potok obrací na západ. Východně od Olešnice a vrchu Doubrava se potok stáčí znovu na jih. Jižně od Skalan přijímá znovu zleva přítok, na jehož jedné větvi předtím leží Skalanský vodopád. Poté se Kacanovský potok na chvíli stáčí k jihozápadu do údolní nivy a východně od Skokov (resp. blíže osady Mlýnice) se vlévá do Žehrovky.